# Vok V. z Holštejna
Vok V. z Holštejna byl moravský pán z rodu pánů z Holštejna, jehož smrtí vymřel tento rod po meči. .
Otcem Voka V. z Holštejna byl Vok IV. z Holštejna, matkou Kateřina ze Mstěnic. Vok V. zdědil s mladším bratrem Janem otce polovinu  holštejnského panství, dále panství cimburské a bohuslavické a měli spravovat Pohořelice. První písemná zmínka o Vokovi V. pochází z roku 1420, kdy ho žaluje jeho strýc Jiří z Holštejna kvůli dluhu po otci. Dluhů měl však Vok mnohem víc a není známo, zda je zdědil po svém otci, nebo zda on sám nebyl zdatný v hospodaření. Navíc se ujal správy v období, kdy i na Moravě probíhaly husitské války. Vok V. na rozdíl od svého otce inklinoval k husitství a patrně roku 1421 přešel do tábora podobojí. V tomže roce zemřel jeho mladší bratr Jan a Vok V. se tak ujal dědictví po otci sám. Během husitských válek však začal rozprodávat své statky. V roce 1429 prodal svému příbuznému Štěpánovi II. z Vartnova hrad Cimburk. Postupem času prodával jednotlivé vsi a roku 1437 vložil do zemských desk prodej holštejnského panství i s rodovým hradem Holštejnem. Je nutno konstatovat, že prodej byl zapsán dodatečně, k faktické koupi došlo již předtím, kdy zemské desky byly kvůli bojům uzavřeny. Roku 1437 nechal Vok zapsat věno své matce Kateřině ze Mstěnic na hradě Bohuslavice a okolních vsích. Téhož roku žaloval olomouckého biskupa Pavla z Miličína, že měl od něho slíbenou zástavu hradu Blansek, ze které však sešlo a Vokovi tak vznikla škoda 200 hřiven grošů. 12. června 1446 prodal Vok V. svůj poslední velký majetek, kterým bylo bohuslavické panství. V roce 1447 se však začal psát po Račicích. V dalších zápisech se Vok V. uvádí až roku 1459, kdy ho jeho sestra Zuzana žaluje o 150 hřiven grošů. V tomže roce ho žaluje i Smil z Loděnic, který ho nazývá jako "Voka z Holštejna, Jedovnic, Kotvrdovic a Senetářova." Vokovi V. se tedy podařilo získat několik vsí holštejnského panství. Roku 1459 došlo i k další důležité události, když Půta ze Sovince a Doubravice koupil od Hynka z Valdštejna a Židlochovic hrad Holštejn a část holštejnského panství. Vok V. se nadále soudil s Hynkem ohledně majetku. Roku 1464 se v listinách poprvé uvádí Vokova manželka, kterou byla Kateřina z Kněžic a které Vok připsal věno na několika holštejnských vsích. Série vzájemných žalob s Hynkem z Valdštejna pokračovala až do roku 1466. Zpráva z 11. března tohoto roku říká, že Vok byl nemocen, nemohl chodit a ležel na lůžku a dalšího stání u soudu se účastnila v zastoupení jeho manželka. Krátce na to Vok V. jako bezdětný zemřel.